# Base aérienne de Langebaanweg
La Base aérienne de Langebaanweg (AFB Langebaanweg)  est une base aérienne des forces aériennes sud-africaines.
La devise de la base est : Tenax Propisiti Vinco (À travers la ténacité vient le succès).

## Unités actuelles
- Central Flying School SAAF (en) - Formation de pilotes et d'instructeurs
- 2 Air Servicing Unit - Soutien technique
- 526 Squadron - Escadron de protection

## Appareils actuels
La Central Flying School possède une flotte de 60 Pilatus PC-7s sur la base aérienne de Langebaanweg. 
La base et l'école hébergent également l'équipe de présentation des forces aériennes sud-africaines, les Silver Falcons (en).